# Антоновка (Ершовский район)
Антоновка — село в Ершовском районе Саратовской области, административный центр сельского поселения Антоновское муниципальное образование. 
Население — 606 (2010)

## История
На карте уездов Самарской губернии издания губернского земства 1912 года отмечено как хутор Молошинский в границах Верхне-Кушумской волости Новоузенского уезда.
Согласно Списку населённых мест Самарской губернии 1910 года на хуторе Молошинский проживало 83 мужчины и 94 женщины. Земельный надел составлял 2187 десятин удобной земли.
В 1919 году в составе Новоузенского уезда передан в состав Саратовской губернии, впоследствии переименован в село Антоновка (на карте Саратовская область и АССР Немцев Поволжья населённый пункт отмечен под названием Молошенский)
В 1928 году был организован колхоз имени Энгельса. В том же году открылась школа рабочей молодёжи (с 1938 года — средняя школа). Большинство населения составляли немцы. До 5 класса преподавание велось до 5 класса на немецком языке. В школу приезжали учиться ребята из немецких сёл: Липперсталь, Нейфельд, Нейдорф. 
28 августа 1941 года был издан Указ Президиума ВС СССР о переселении немцев, проживающих в районах Поволжья. Немецкое население было депортировано.

## Физико-географическая характеристика
Село находится в Заволжье, в пределах Сыртовой равнины, относящейся к Восточно-Европейской равнине, по правой стороне балки Сокорка, на высоте около 110 метров над уровнем моря. Почвы — тёмно-каштановые.
Село расположено в 7,9 км по прямой в северо-восточном направлении от районного центра города Ершов. По автомобильным дорогам расстояние до районного центра — 9,9 км, до областного центра города Саратова — 190 км. 
Часовой пояс
Антоновка находится в часовой зоне МСК+1. Смещение применяемого времени относительно UTC составляет +4:00.

## Население
Динамика численности населения по годам:
| Годы      | 1910 | 2002 |
| --------- | ---- | ---- |
| Население | 177  | 671  |

| 2002 | 2010 |
| ---- | ---- |
| 671  | ↘606 |

Национальный состав
Согласно результатам переписи 2002 года русские составляли 71 % населения села.